# Hemiteles rufipes
Hemiteles rufipes là một loài tò vò trong họ Ichneumonidae.